# Aonidia pusilla
Aonidia pusilla är en insektsart som beskrevs av Green 1905. Aonidia pusilla ingår i släktet Aonidia och familjen pansarsköldlöss.
Artens utbredningsområde är Sri Lanka. Inga underarter finns listade i Catalogue of Life.